# 称名寺貝塚
座標: 北緯35度20分31.0秒 東経139度37分46.8秒 / 北緯35.341944度 東経139.629667度

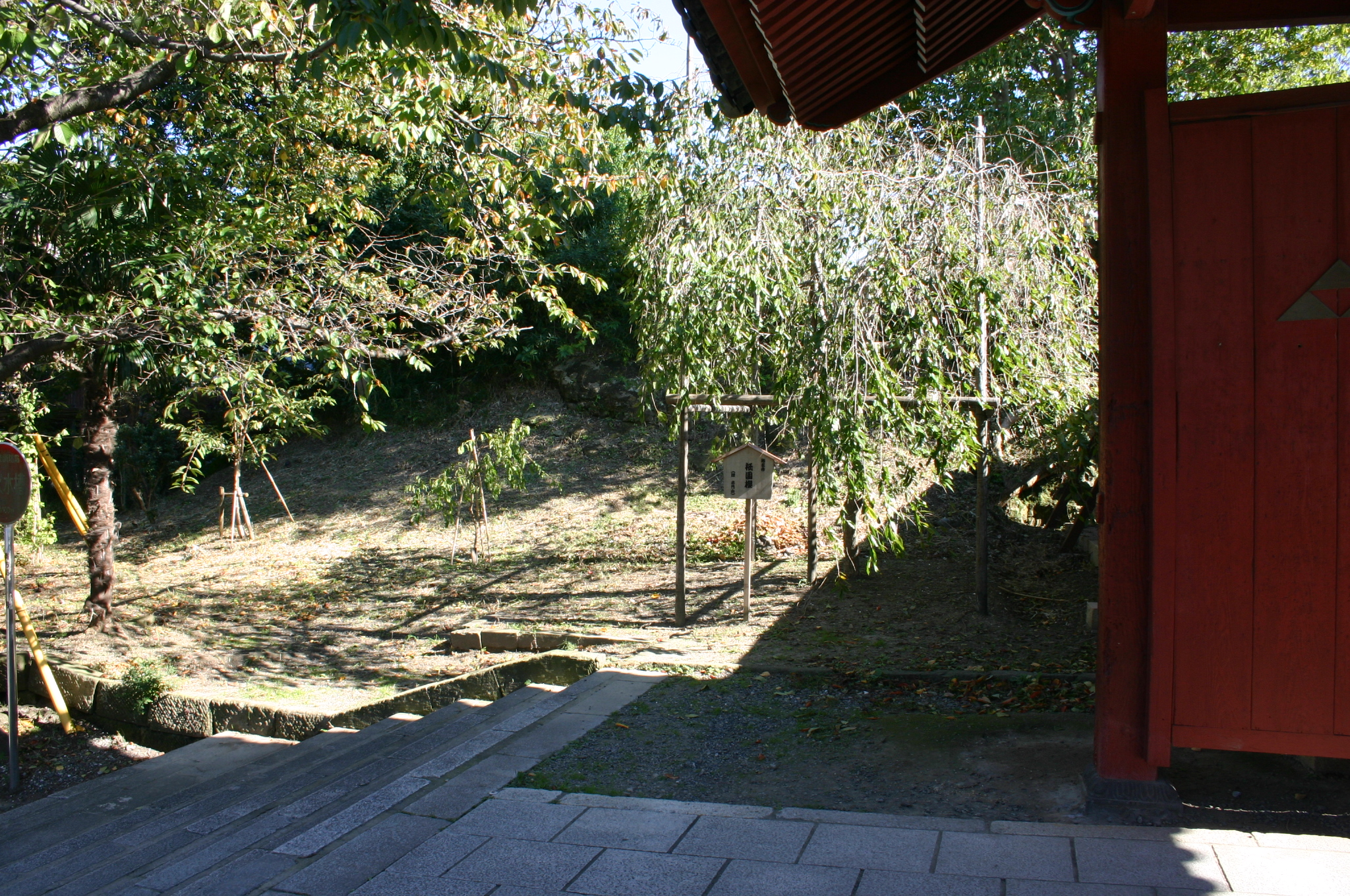
称名寺A貝塚

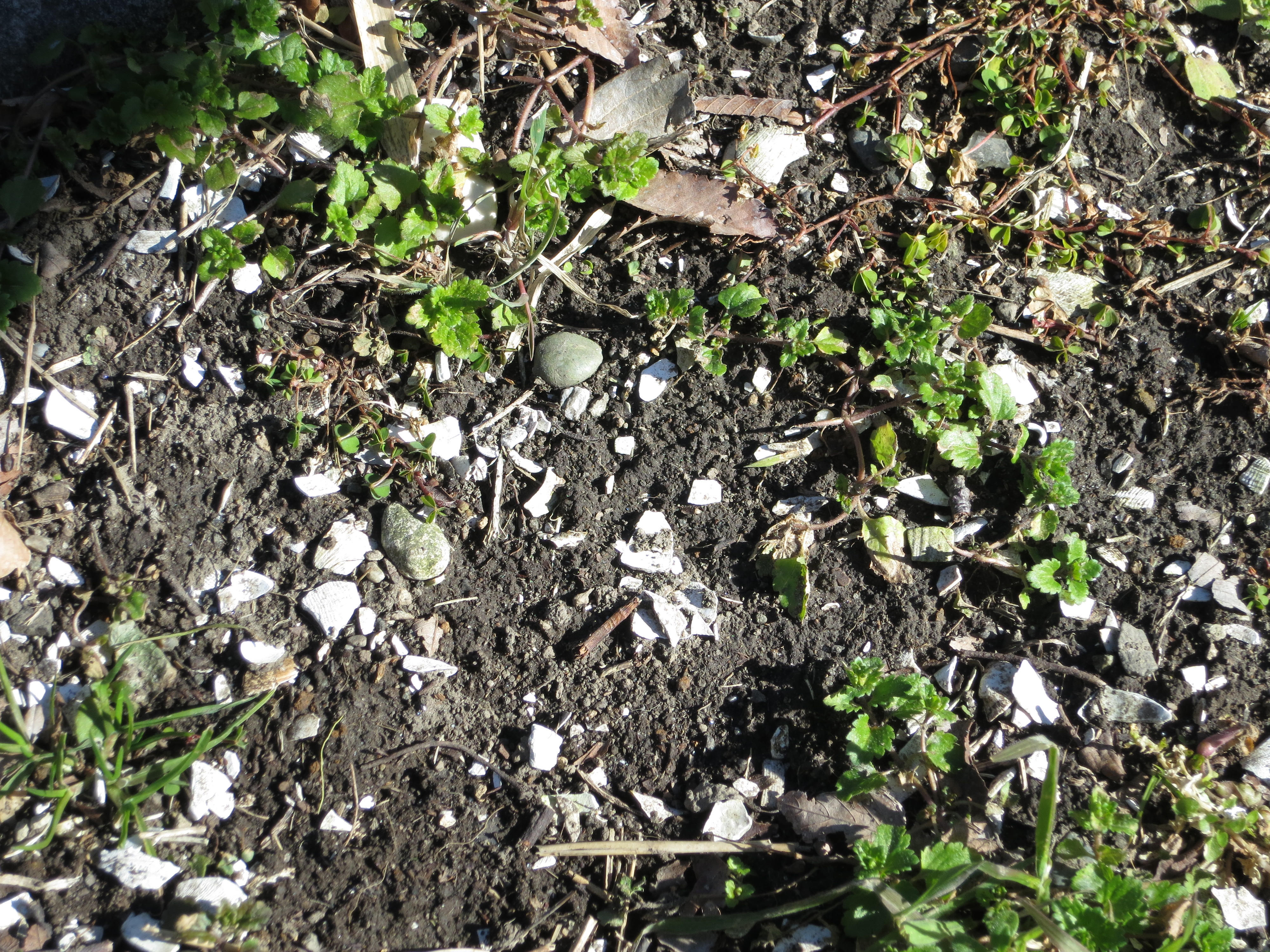
称名寺山門脇の貝殻散布状況

称名寺貝塚（しょうみょうじかいづか）または称名寺貝塚群（しょうみょうじかいづかぐん）は、神奈川県横浜市金沢区金沢町から寺前1丁目付近に所在する縄文時代後期を中心とする貝塚・集落遺跡である。多量のイルカの骨が出土したことや、この遺跡を標式遺跡として、縄文時代後期初頭の土器型式である「称名寺式土器」が設定されたことでも知られる。

## 概要
国の史跡・称名寺境内の山門付近からその西側を中心に、縄文時代後期の地点貝塚が複数展開しており、調査等により判明している限りでA～J貝塚が分布している。このうちE貝塚は薬王寺境内にあり、「薬王寺貝塚」と呼ばれていたこともあった。

### 立地
東京湾に面した入り江「平潟湾」北東の、標高10メートル程の微高地上に立地する。
この微高地は、現在金沢区役所などが所在する平野部が、近世、永島祐伯（すけのり、号:泥亀）らの新田開発事業により埋め立てられて成立（泥亀新田）する以前には、称名寺付近を基部に平潟湾へ突き出していた海岸砂丘であり、この上に縄文人が生活していたと考えられる。
なおこの砂丘は、かつては沖合いの陸繋島である野島へと続いており（現在は水路建設により分断）、野島の山頂には縄文時代早期の野島貝塚（横浜市指定史跡）が所在する。

### 調査と研究
1925年（大正14年）、神奈川県東部を調査フィールドとする考古学者、赤星直忠により称名寺山門付近で貝塚の存在が報告されて以降、石野瑛・吉田格（いたる）・和島誠一・岡本勇らによる調査が断続的に行われた。出土した縄文土器は、吉田格の研究により加曾利E式土器と堀之内式土器の中間に入る縄文後期初頭の土器型式として位置付けられ「称名寺式土器」が設定された。

## 出土遺物
称名寺山門西側の径150メートルの範囲を中心に、複数の貝層（地点貝塚）が分布する。貝層と重複して竪穴建物や土坑墓などの集落跡も確認されている。
出土遺物は、縄文土器や石器・骨角器のほか、マテガイやハイガイなどの貝類や、タイ、サメなどの魚類の骨、哺乳類ではイノシシやシカなどの陸上獣類だけでなく、イルカの骨が多量に含まれることが特徴的で、海に面した砂丘を拠点に漁労を中心とした集落が存在したと推察される。
古くから貝塚の存在が知られていたこともあり、複数の研究者・研究機関により断続的な発掘調査が行われている。現在、称名寺貝塚出土資料を保管している機関は以下のとおり。
- 神奈川県立歴史博物館[1][2][3]
- 立正大学博物館
- 横須賀市自然・人文博物館[4]
- 神奈川県立金沢文庫[5]
- 東京都江戸東京たてもの園
- 横浜市教育委員会（管理は横浜市ふるさと歴史財団埋蔵文化財センター）
- 慶應義塾大学文学部民族学考古学研究室

## 遺跡の現状
関東地方の縄文時代研究史に名を残す著名な遺跡であるが、国や自治体が指定する文化財保護制度上の文化財（史跡）には指定されておらず、いわゆる「周知の埋蔵文化財包蔵地」である（横浜市発行の『横浜市文化財地図』で遺跡の範囲は周知されている）。そのため、現状は宅地化が進行し、解説板や碑なども設置されていないため、遺跡の全容が把握しづらくなりつつあるが、現在でも部分的な調査が継続されている。
2016年（平成28年）には、横浜市歴史博物館が称名寺貝塚を扱った展覧会を開催している。